# Gustav Emminghaus
Gustav Emminghaus (* 3. März 1791 in Jena; † 25. Februar 1859 in Weimar) war ein deutscher Jurist und Archivar.

## Leben und Wirken
Nach dem Besuch des Gymnasiums in Weimar und des Pädagogiums in Helmstedt studierte Emminghaus Rechtswissenschaft an der Universität Jena und promovierte dort 1812. An dieser Universität habilitierte er sich und lehrte als Privatdozent. In der Zeit von 1811 bis 1817 arbeitete er am Stadtgericht Jena, zuerst als Akzessist, zuletzt als Adjunkt; 1813 wurde er Hofgerichtsadvokat. In den Jahren von 1817 bis 1850 war er ein Mitglied der Landesregierung von Sachsen-Weimar-Eisenach, seit 1836 als Geheimer Regierungsrat. Seit 1845 war er als Archivar Vorstand des Geheimen Hof- und Staatsarchivs Weimar. Außerdem war er bis 1857 Mitglied des Kreisgerichts Weimar und von 1850 bis 1859 Vorstand der Generalkommission für die Ablösung der grundherrlichen Rechte.
Sein Bruder war der Jurist Bernhard Emminghaus.

## Schriften
- Dissertatio inauguralis iuridica qua disquiritur quo iure dici possit malam fidem supervenientem praescribenti officere? Dissertation Universität Jena 1812.
- Corpus Juris Germanici. Tam publici quam privati academicum. Zwei Teile. Frommann, Jena 1824 (2. Aufl. 1844–1856).
- Vom Gesindezwangdienst und dessen Abschaffung. Jena 1826.
- Über die Aufkündigung des mitteldeutschen Handels-Vereins, als Rechtsfall. Landes-Industrie-Comptoir, Weimar 1833.
- Pandekten des gemeinen Sächsischen Rechts. Frommann, Jena 1851 (880 S.).
- Die Hofrathsordnung des Kurfürsten Friedrich des Weisen und Herzog Johann von Sachsen von 1499. In: Zeitschrift des Vereins für Thüringische Geschichte und Altertumskunde, Bd. 2 (1857), S. 97–106.
- Das thüringische Bataillon in Ruhla im April 1813. In: Zeitschrift des Vereins für Thüringische Geschichte und Altertumskunde, Bd. 3 (1858/1859), S. 335–44.